# Masaka (Nigeria)
Masaka – miasto w Nigerii, w stanie Nassarawa, satelita stolicy Abudża. Według danych szacunkowych na rok 2009 liczy 14 752 mieszkańców..
Inne satelity Abudży to Mararaba i Ado. Warunki życia w tych satelitach są złe.